# Memantina
La memantina es un fármaco antagonista no competitivo del receptor NMDA (N-metil-D-aspartato), con afinidad moderada, fuertemente dependiente de voltaje y con cinéticas de bloqueo y desbloqueo rápidas. El bloqueo del receptor NMDA modula los efectos de la elevación patológica del glutamato que es dañino para la función neuronal. De esta forma la memantina reduce la excitotoxicidad inducida por el NMDA, pero aun así permite la activación del receptor para las funciones fisiológicas. Se utiliza para el tratamiento de varias enfermedades neuropsiquiátricas, entre ellas la enfermedad de Alzheimer.
La memantina ha demostrado tener un efecto beneficioso en el tratamiento de la enfermedad de Alzheimer moderada a severa. No obstante, en la enfermedad de Alzheimer leve y moderada no se ha demostrado fehacientemente su utilidad.

## Descripción
La memantina es un derivado de la amantadina, un antiviral utilizado para el tratamiento de la enfermedad de Parkinson.

### Enfermedad de Alzheimer y demencia
La memantina se indica para tratar la enfermedad de Alzheimer con expersión moderada a grave, especialmente en individuos que son intolerantes o tienen una contraindicación para los Inhibidor de la acetilcolinesterasa (AChE). Una directriz recomienda considerar el uso de la memantina o de un inhibidor de la AChE en personas en los estadios tempranos o intermedios de la demencia.
La memantina se ha asociado con una mejora modesta de los síntomas de demencia; con pequeños efectos positivos sobre la cognición, el estado de ánimo, el comportamiento y la capacidad de realizar actividades diarias en individuos con enfermedad de Alzheimer moderada a grave. No parece haber ningún beneficio en la enfermedad leve.
En una revisión de 2017, cuando se agregó la memantina al tratamiento con donepezilo en personas con demencia moderada a grave, se obtuvieron mejoras limitadas. El Instituto Nacional de Excelencia Clínica (NICE) del Reino Unido emitió una guía en 2018 que recomienda considerar la combinación de memantina con donepezilo en pacientes con demencia de moderada a grave.

### Psiquiatría

#### Trastorno bipolar
La memantina ha sido expuesto a investigaciones como una posible estrategia de aumento en la depresión en el trastorno bipolar, pero la evidencia metaanalítica no respalda su utilidad clínica. Casos clínicos proporcionan evidencia de que la memantina tiene un efecto antimaníaco y estabilizador del estado de ánimo con una tolerabilidad y buen perfil de seguridad.

### Autismo
Los efectos en el autismo y otros síndromes similares no están claros.

### Radioterapia
El consenso de una organización profesional ha recomendado el uso de la memantina para prevenir el deterioro neurocognitivo después de la aplicación y manejo de radioterapia total del cerebro.

## Efectos adversos
La memantina es, en general, bien tolerada por los usuarios. Las reacciones adversas comunes a los medicamentos (≥1% de las personas) incluyen confusión, mareos, somnolencia, dolor de cabeza, insomnio, agitación o alucinaciones. Los efectos adversos menos comunes incluyen vómitos, ansiedad, hipertonía, cistitis y aumento de la libido.
Al igual que con muchos antagonistas de NMDA, la memantina setiene acciones que asemejan un anestésico disociativo a dosis supraterapéuticas. A pesar de los informes aislados, el uso recreativo de la memantina es infrecuente debido a la larga duración y disponibilidad limitada de la droga. También la memantina parece carecer de efectos como la euforia o las alucinaciones.
La memantina tiende a ser generalmente bien tolerada por niños con trastorno del espectro autista aunque su uso en esta población aún no es bien estudiada.

### Interacciones con otros fármacos
La memantina potencia los efectos de anticolinérgicos y los agonistas dopaminérgicos. El efecto de fármacos neurolépticos y barbitúricos puede debilitarse en la presencia de la memantina. La terapia combinada con el inhibidor de la colinesterasa donepezilo mostró efectos sinérgicos en estudios de investigación.

## Farmacología

### Glutamato
Hay evidencias que la disfunción de la neurotransmisión glutamatérgica, que se manifiesta como excitotoxicidad neuronal, tiende a estar involucrada en la etiología de la enfermedad de Alzheimer. Dirigirse al sistema glutamatérgico, específicamente a los receptores NMDA, ofrece un enfoque novedoso para el tratamiento en vista de la eficacia limitada de los fármacos existentes que a su vez son dirigidos al sistema colinérgico.
La memantina es un antagonista no competitivo dependiente del voltaje de baja afinidad en los receptores NMDA glutamatérgicos. Al unirse al receptor NMDA con mayor afinidad que los iones Mg2+, la memantina es capaz de inhibir la entrada prolongada de iones Ca2+, en particular de los receptores extrasinápticos, que constituye la base de la excitotoxicidad neuronal. Sin embargo, la baja afinidad, la naturaleza no competitiva y la rápida cinética de desconexión de la memantina a nivel del canal del receptor NMDA preservan la función del receptor en las sinapsis, ya que aún puede activarse mediante la liberación fisiológica de glutamato después de la despolarización de la neurona postsináptica. La interacción de la memantina con los receptores NMDA juega un papel importante en la mejoría sintomática que produce el fármaco en la enfermedad de Alzheimer. Sin embargo, todavía no hay evidencia de que la capacidad de la memantina para proteger contra la excitotoxicidad mediada por el receptor NMDA extrasináptico tenga un efecto modificador de la enfermedad en la enfermedad de Alzheimer, aunque esto se ha sugerido en modelos animales.
El antagonismo de la memantina sobre los receptores NMDA ha despertado interés en su reutilización para enfermedades mentales como el trastorno bipolar, considerando la participación del sistema glutamatérgico en la fisiopatología de los trastornos del estado de ánimo.

### Serotonina
La memantina actúa como un antagonista no competitivo del receptor 5-HT 3, con una potencia similar a la del receptor NMDA. Muchos antagonistas de 5-HT3 funcionan como antieméticos, sin embargo, se desconoce la importancia clínica de esta actividad serotoninérgica en el tratamiento de la enfermedad de Alzheimer.

### Efectos colinérgicos
La memantina actúa como un antagonista no competitivo en diferentes receptores de acetilcolina nicotínicos neuronales (nAChR) en potencias posiblemente similares a los receptores NMDA y 5-HT3, pero esto es difícil de determinar con precisión debido a la rápida desensibilización de las respuestas de nAChR en estos experimentos. Cabe señalar que la memantina es un antagonista de Alpha-7 nAChR, lo que puede contribuir al empeoramiento inicial de la función cognitiva durante el tratamiento temprano con memantina. Alpha-7 nAChR aumenta rápidamente en respuesta al antagonismo, lo que podría explicar los efectos de mejora cognitiva del tratamiento crónico con memantina. Se ha demostrado que la cantidad de receptores nicotínicos en el cerebro se reduce en la enfermedad de Alzheimer, incluso en ausencia de una disminución general en la cantidad de neuronas, y los agonistas de los receptores nicotínicos se consideran objetivos interesantes para los fármacos contra el Alzheimer.

### Dopamina
En un estudio se demostró que la memantina actúa como un agonista en el receptor de dopamina D2HIGH con una afinidad igual o ligeramente mayor que en los receptores NMDA; sin embargo, la relevancia de esto puede ser insignificante, ya que los estudios han demostrado una afinidad muy baja de unión a los receptores D2 en general.

### Sigmaérgico
La memantina actúa como agonista del receptor σ1 con baja afinidad (Ki = 2,6 μM). Las consecuencias de esta actividad no están claras, ya que el papel de los receptores sigma en general aún no se comprende bien. Debido a esta baja afinidad, las concentraciones terapéuticas de memantina probablemente sean demasiado bajas para tener algún efecto sigmaérgico, ya que una dosis terapéutica típica es de 20 mg, sin embargo, las dosis excesivas de memantina tomadas con fines recreativos muchas veces mayores que las dosis prescritas pueden activar este receptor.

## Historia
La memantina fue sintetizada por primera vez por Eli Lilly and Company en 1968 como un agente antidiabético, pero fue ineficaz para reducir el azúcar en la sangre. Forest Laboratories obtuvo licencia para su desarrollo en los Estados Unidos, así como Lundbeck para otros mercados. Se descubrió luego que la memantina tenía actividad sobre el sistema nervioso central (SNC) y fue desarrollado en Alemania por Merz Pharma en colaboración con Neurobiological Technologies, Inc para la demencia. En Alemania, la actividad sobre el receptor NMDA se descubrió después de que ya habían comenzado las pruebas de laboratorio. La memantina se comercializó por primera vez para la demencia en 1989 con el nombre de Axura.
En los Estados Unidos, se descubrieron algunas actividades del sistema nervioso central en el Children's Hospital of Boston en 1990, y las patentes con licencia de Children's que cubren usos de memantina fuera del campo de la oftalmología se otorgaron a Neurobiological Technologies (NTI) en 1995. En 1998, NTI modificó su acuerdo con Children's para permitir que Merz se hiciera cargo del desarrollo.
En 2000, Merz se asoció con Forest para desarrollar el fármaco para la enfermedad de Alzheimer en los Estados Unidos con el nombre de Namenda.
En 2000, Merz se asoció con Suntory para el mercado japonés y con Lundbeck para otros mercados, incluido Europa; la droga fue comercializada originalmente por Lundbeck bajo el nombre de Ebixa.
En febrero de 2014, cuando se acercaba el vencimiento de la patente de julio de 2015 para la memantina, Actavis, que había adquirido Forest, anunció que estaba lanzando una forma de memantina de liberación prolongada (XR) que se podía tomar una vez al día en lugar de dos veces al día según fuera necesario con la versión de "lanzamiento inmediato" (IR) vigente en ese momento, y que tenía la intención de dejar de vender la versión IR en agosto de 2014 y retirar la autorización de comercialización. Esta es una táctica para frustrar la competencia genérica llamada "salto de producto". Sin embargo, el suministro de la versión XR se quedó corto, por lo que Actavis extendió la fecha límite hasta el otoño. En septiembre de 2014, el fiscal general de Nueva York, Eric Schneiderman, presentó una demanda para obligar a Actavis a seguir vendiendo la versión IR sobre la base de la ley antimonopolio .
En diciembre de 2014, un juez accedió a la solicitud del estado de Nueva York y emitió una orden judicial que impedía que Actavis retirara la versión IR hasta que pudieran lanzarse las versiones genéricas. Actavis apeló y en mayo un panel de la Corte de Apelaciones del Segundo Circuito confirmó la medida cautelar, y en junio Actavis solicitó que su caso fuera escuchado por el panel completo del Segundo Circuito. En agosto de 2015, se denegó la solicitud de Actavis.